# Збагачувальна фабрика Зарнісор
Збагачувальна фабрика Зарнісор – підприємство гірничодобувної галузі на півночі Таджикистану. 
В радянські часи руда розташованих на території Таджикистану родовищ Алтин-Топкан (наразі відоме як Зарнісор) та Пай-Булак відправлялась на свинцево-цинкову збагачувальну фабрику Алмалицького гірничо-металургійного комбінату, розташовану на узбецькій території. З розпадом СРСР зазначений комбінат відійшов Узбекистану, проте ще певний час продовжував на умовах концесії роботи на таджицьких родовищах. В 1998-му на тлі падіння цін на метали їх розробка припинилась, а концесійну ділянку невдовзі повернули Таджикистану.  
У 2007-му для продовження розробки створили компанію Tajik-China Mining («Таджицько-Китайська гірничопромислова компанія»), яка інвестувала у будівництво збагачувальної фабрики в Таджикистані. Фабрика досягнула будівельної готовності вже у 2009 році, проте її запуск затримався до 2010-го через помилку у визначенні обсягу хвостосховища та необхідність спорудження більшого.
Первісно фабрика мала три лінії загальною пропускною здатністю 1 млн тон руди на рік, при цьому спершу ввели в дію одну, що працювала з рудою родовища Пай-Булак (втім, невдовзі відновили роботи і на Зарнісорі). В 2020-му стала до ладу друга черга у складі ще двох лінії, яка довела загальний показник майданчику до 4 млн тонн руди на рік. Щодо фактичних результатів роботи відомо, що в 2012-му фабрика видала 23 тисячі тонн свинцевого та 37 тисяч тонн цинкового концентратів, а за 9 місяців 2022-го було випущено 61 тисяча тонн свинцевого та 95 тисяч тонн цинкового концентратів.
Отримані унаслідок збагачення концентрати первісно в повному обсязі відправляли до Китаю. Втім, в другій половині 2010-х почали запуск таджицького металургійного заводу в Істіклолі, що має переробляти щонайменше частину продукції збагачувальної фабрики.
Можливо відзначити, що Tajik-China Mining в першій половині 2010-х також отримала ліцензію на розробку родовища Північний Зарнісор, для чого планувалось спорудити додаткову збагачувальну фабрику. Втім, поступ проекту загальмував через суперечку інвестору та уряду Таджикистану щодо проекту розробки.